# Gyrinus caspius
Gyrinus (Gyrinus) caspius – gatunek wodnego chrząszcza z rodziny krętakowatych i podrodziny Gyrininae.

## Taksonomia
Gatunek został opisany w 1823 roku przez Édouarda Ménétriesa.

## Opis
Ciało długości od 4,9 do 7,4 mm w zarysie silnie wydłużone. Przedplecze  o szerokim obrzeżeniu i bruździe przedniej brawie równoległej do przedniego jego brzegu. Pokrywy o wyraźnych punktach lecz niezbyt głębokich, mikrorzeźbie z nakłuć I rzędu, a wierzchołku prosto ściętym o wyraźnym zewnętrznym kącie. Podgięcia przedplecza i pokryw, śródpiersie oraz analny sternit zawsze barwy rdzawożółtej. Sternit analny łukowaty.

## Biologia i ekologia
Halofilny krętakowaty, zasiedlający wody wolno płynące i drobne zbiorniki wodne w pasie pobrzeży. W głąb lądu spotykany tylko wyjątkowo.

## Rozprzestrzenienie
Gatunek palearktyczny. W Europie występuje wzdłuż wybrzeży Bałtyku, Morza Północnego, Atlantyku, Morza Śródziemnego, Czarnego i Kaspijskiego i wykazany został z Białorusi, Belgii, Bośni i Hercegowiny, Bułgarii, Chorwacji, Czech, Danii, Estonii, Francji, Grecji, Hiszpanii, Holandii, byłej Jugosławii, Litwy, Niemiec, Norwegii, Polski, Portugalii, Rosji, Szwecji, Ukrainy i Włoch. Ponadto znany z Afryki Północnej, Bliskiego Wschodu i wschodniej Palearktyki, gdzie sięga do południowej Syberii i Chin. Podawany z Maroka, Turcji, Libanu, Izraela, Syrii, Armenii, Iraku i Iranu. W Polsce bardzo rzadki gatunek, znany jedynie z okolic Zalewu Szczecińskiego.